# Villa Bellevue (Kingston)
Pour les articles homonymes, voir Villa Bellevue.
La villa Bellevue est un lieu historique national situé à Kingston, Ontario au Canada. Villa Bellevue a été la demeure de Sir John A. Macdonald, premier des premiers ministres du Canada de 1848-1849. La maison et les jardins ont été restaurés  à gout des années 1840, animés par des interprètes en costume d’époque. Elle commémore la contribution de Macdonald à l’essor du Canada. La maison est un exemple unique canadien de l'architecture italianisant, avec des dimensions d'environ 1 hectare. L'architecture de la villa s'écarte radicalement du style anglais des maisons comprenant atelier et logement qui sont caractéristiques du vieux Kingston.

## Histoire
La maison a été construite par Charles Hale, un épicier prospère en 1840. La villa Bellevue est à un mille de Kingston, sur une vaste propriété boisée d'où l'on peut voir le lac.
En 1964, le gouvernement du Canada a restauré le site et c'est maintenant un lieu historique national de Parcs Canada. La Villa Bellevue est un lieu historique national où les visiteurs peuvent en apprendre davantage sur la vie et la carrière de sir John A. Macdonald, en plus d'apprécier le bâtiment exotique où il amena vivre sa jeune famille.

## La Restauration
Pour restaurer une maison bourgeoise vieille de plus de 125 ans, afin d'en faire un bâtiment ouvert au public, il a fallu tenir compte des charges que devraient supporter les planchers et renforcer les solives. Il a même fallu renforcer les pièces maîtresses de la charpente avant d'entreprendre la restauration, et dresser les plans pour dissimuler le chauffage et l'éclairage. 
On n'a pu retrouver ni les plans originaux de la villa Bellevue ni de mentions d'autres transformations que les plus récentes. Après des recherches minutieuses, le travail de restauration devint une suite de recherches et de trouvailles. C'est ainsi qu'on a fait des découvertes inattendues, et parfois déconcertantes, comme celles de solives presque sectionnées pour l'installation de tuyaux et de fils, de boiseries presque pourries et de mortier en train de s'effriter. 
Heureusement, la plupart des découvertes sont aussi intéressantes qu'utiles, comme celle du papier peint original, derrière une armoire en alcôve installée peu après la construction de la villa, les tuyaux en métal par où passaient les fils de sonnettes dans le plâtrage de chaque cheminée, l'ouverture murée où se trouvait autrefois l'escalier de service, et les vestiges d'une des colonnes de la véranda, qui ont révélé la forme des colonnes originales. Lorsqu'on a enlevé les parquets de bois franc, on a découvert la trappe s'ouvrant sur la citerne aménagée sous le vestibule, ainsi que les tuyaux rouillés, dont on a pu suivre tout le tracé. Le grattage soigneux des boiseries intérieures a révélé les couches superposées de peinture, jusqu'au veinage original. 
On n'a pu réaménager la cuisine du sous-sol car les installations de chauffage et les salles de toilette aménagées à l'intention du public occupent tout l'espace du sous-sol. Au cours des travaux de restauration, les appartements des domestiques ont servi de bureaux. 
On a meublé la villa Bellevue dans le style en vogue en 1848, alors que la famille Macdonald habitait la villa. Certaines pièces sont meublées comme autrefois en été, d'autres comme pour l'hiver, avec leurs poêles et leurs tuyaux de fumée. Des recherches longues et minutieuses n'ont permis de retrouver que quelques meubles qui aient pu appartenir aux Macdonald à l'époque. Le berceau qui s'y trouve est censé être celui ans lequel le petit John Alexander (le premier fils de Macdonald) et mort en 1848. 
Le terrain a été réaménagé selon un vieux plan qu'on a retrouvé. Toutefois, quatre terrains ont été vendus comme terrains à bâtir et toutes les dépendances ont disparu. Le kiosque de jardin a disparu lui aussi, mais on est en train de réaménager peu à peu le jardin paysager. 
Bellevue House été restaurée comme elle était lorsque John A. Macdonald l'habitait en 1848, l'homme qui était destiné à devenir en 1867, à la Confédération, Premier ministre du Canada.

## L'Architecture italianisant
La Villa Bellevue est de style italianisant dans le style pittoresque Elle prend inspiration des villas de la Toscane.
L'architecture italianisant possède ces éléments:
- une forme irrégulière[4]
- un plan en « L »[4]
- une petite tour carrée surmontée d'un faîteau[4]
- des cheminées massées[4]
- des fenêtres de formes variées[4]
- petits balcons décoratifs[4]
- une ligne de toiture en saillie par rapport aux murs et une combinaison de types de toits : à pignon, en croupe et plat[4].
- des murs épais[4]

À cause de ces éléments exotiques, la Villa Bellevue a été surnommé "Tea Caddy Castle", "Pekoe Pagoda", "Muscavado Cottage", et "Molasses Hall".

## Les jardins
Aujourd'hui, les jardins de la villa Bellevue sont très semblables à ce qu'ils étaient à ce qu'ils étaient à l'époque des Macdonald, il y a près de 150 ans. D'après les théories paysagères du milieu du dix-neuvième siècle, les jardins devaient enjoliver une propriété et s'harmoniser au style de la maison. Il y a très peu de végétation autour des fondations de la maison car, dans les années 1840, telle était la coutume. On constate d'autres différences dans le potager, où certains légumes, comme les radis et les navets, sont plantés en carrés plutôt qu'en lignes droites, à la mode de jadis.
Pour s'assurer de respecter les pratiques d'horticulture de l'époque, les jardiniers de Bellevue suivent les instructions contenues dans certains livres comme le Kitchen Garden de Johnson (Londres, 1843) et le Fruit Culturist de J.J. Thomas (New York, 1847). Les jardins de Bellevue ont trois éléments: 1) le verger, 2) le potager, et 3) le jardin ornemental.

### Le jardin ornemental
Le jardin ornemental occupe la plus grande partie du terrain, comprend principalement une pelouse agrémentée de grands feuillus, ainsi que divers éléments décoratifs comme la plate-bande ronde et le kiosque.

### Le verger
Le verger produit des variétés anciennes de pommes, dont la Northern Spy, la Russet, la Tolman Sweet et la Baldwin.

### Le potager
Le potager consiste en un demi-acre de terre cultivée. Il y avait un caveau à légumes à Bellevue, aménagé dans la remise à voirtures, ainsi qu'un grand espace de rangement dans la cave de la maison. On peut présumer qu'Isabella Macdonald, que son mari qualifiait de 'maîtresse de maison accomplie', s'assurait que les produits récoltés étaient convenablement entreposés. 

### Des variétés historiques
Dans toute la mesure du possible, on cultive des variétés disponibles à l'époque. Dans le cas où ces plantes sont impossibles à obtenir, on les remplace par des espèces semblables. Parmi les plantes les plus remarquables des jardins de Bellevue se trouvent le céanothe d'Amérique, l'akébie à cinq folioles, les cornes du diable et le dracocéphale de Moldavie.

### Les outils et les techniques de jardinage
Autant que possible, seuls les outils et les techniques d'époque sont utilisés pour planter et entretenir les jardins. La faux sert à couper l'herbe dans le verger et dans le jardin ornemental. Les gros travaux de creusage sont exécutés à l'aide d'une bêche qui constitue une version lourde de l'outil utilisé de nos jours. Après avoir mesuré les carrés au moyen d'une grosse corde, on met les semis et les graines en terre à l'aide d'une houlette, d'un plantoir ou d'un simple bâton en bois. Les branches sont taillées à la serpe à bec.

## La vie à la villa Bellevue

### Journée typique de la vie de Macdonald
Macdonald partait pour la ville vers les neuf heures et il passait la journée au bureau ou au palais de justice. Il se rendait parfois au bureau en compagnie de son associé, Alexander Campbell, qui habitait un des chalets de Hales, ou de Francis Harper, avec qui il s'entretenait de ses affaires de familles ou de celles de la Banque commerciale, dont il était à la fois membre du conseil d'administration et l'avocat. Vers les onze heures, il prenait un déjeuner assez copieux en compagnie d'amis, après quoi il se remettait au travail.
À la villa Bellevue, la vie suivait son cours normal : nettoyage, cuisine, lessive et repassage. La vie s'écoulait paisiblement.Macdonald se rendait au travail à Kingston tous les matins, sauf lorsqu'il quittait la ville pour ses affaires ou pour siéger à l'Assemblée législative. Isabella (la femme de Macdonald), lorsqu'elle n'était pas bien- ce qui était souvent le cas- restait au lit. Les visiteurs étaient rares. Les Macdonald ne recevaient pas à dîner et n'invitaient personne à veiller. Les membres de la famille venaient certes s'enquérir de la santé d'Isabella, mais ils évitaient de la fatiguer en restant trop longtemps. 
Il y eut pourtant des jours heureux à la Villa Bellevue. Lorsqu'elle était suffisamment bien, Isabella supervisait les serviteurs, s'assurant que la maison était propre, que la lessive était faite, et que le dîner de Macdonald était prêt pour son retour. Macdonald faisait souvent installer une petite table dans la chambre d'Isabella, et le couple y dînait au coin du feu. Parfois, Isabella était en mesure de rejoindre son mari dans la salle à manger. Après le repas, celui-ci lui faisait la lecture à haute voix pendant qu'elle tricotait ou cousait. Leur vie n'était sans doute pas très excitante, mais Macdonald la trouvait agréable tant qu'Isabella n'était pas trop malade. Le couple vécut pourtant un grand malheur: un mois après son arrivée à la Villa Bellevue, son bébé, âgé d'un an à peine, mourut subitement.
Les Macdonald vécurent treize mois à la Villa Bellevue. C'était un bel endroit où habiter, mais Macdonald avait de grosses dépenses et ne gagnait pas assez pour continuer à payer le loyer. En septembre 1849, avec beaucoup de tristesse et de regrets, les Macdonald quittèrent la Villa Bellevue pour une maison plus petite et moins chère dans le centre-ville de Kingston.

### Des Habitants de la Villa Bellevue
- juillet 1839-1841: Charles Hales[6]?
- 1841-1842 : Locatoire[6]?
- 1842-1845 : Charles Hales[6]
- 1845-1848 : une variété des locatoires, Col James Harvey & William Ermatinger[6]
- août 1848-l'été 1851: inoccupé[6]
- 1853-1869 : M. & Mdm. Ferguson[6]
- 1869-1879 : James Davis[6]
- 1870-1877 : Thomas Baker[6]
- 1877-1887 : Lt. Col. P W Worsley[6]
- 1887-1905 : James Wilson[6]
- 1905-1906 : Herbert Howard[6]
- 1906-1907 : inoccupé[6]
- 1907-1923 : John Nathan Gilbert[6]
- 1923-1927 : inoccupé[6]
- 1927-1959 : F.W. Atack[6]
- 1959-1964 : DrJMR Beveridge, directeur des études de formation professionnelle pour étudiants diplômés, Queen's University[6].